# Loodgrijs dikbekje
Het loodgrijs dikbekje (Sporophila plumbea) is een zangvogel uit de familie Thraupidae (tangaren).

## Verspreiding en leefgebied
Deze soort telt 3 ondersoorten:
- S. p. colombiana: noordelijk Colombia.
- S. p. whiteleyana: oostelijk Colombia, Venezuela, de Guyana's en noordelijk Brazilië.
- S. p. plumbea: centraal en zuidelijk Brazilië, zuidoostelijk Peru, noordelijk Bolivia, Paraguay en noordoostelijk Argentinië.